# بهاء مجدي
بهاء مجدي لاعب كرة قدم مصري ، من ناشئي ناديي أسمنت أسيوط وإنبي ، ويلعب حاليًا لصالح نادي البنك الأهلي المصري في مركز الظهير الأيسر.

## مسيرته الكروية

### مع الأندية
كانت بداياته في قطاع الناشئين بنادي أسمنت أسيوط ، ثم انضم لناشئي نادي إنبي بعد ظهوره مع منتخب الشباب وانضم مع محمد أبو جبل في صفقة واحدة، واستمر مع ناشئي إنبي حتى انتقل إلى نادي القناة في دوري الدرجة الثانية وكان عمره 23 سنة، وصعد معهم إلى الدوري الممتاز، ولعب معه موسم واحد في الدوري الممتاز، ثم انتقل إلى نادي الإسماعيلي لمدة 4 مواسم.

### مع المنتخب
انضم إلى منتخب الشباب مواليد 89 مع الكابتن ربيع ياسين ، وانضم أيضًا إلى المنتخب الأول تحت قيادة الكابتن شوقي غريب.

## إحصائيات مشاركاته
آخر تحديث في 14 مايو 2018

### مع الأندية
| الفريق     | الموسم    | الدوري  | الدوري | الكأس   | الكأس | البطولات القارية | البطولات القارية | بطولات أخرى | بطولات أخرى | الإجمالي | الإجمالي |
| الفريق     | الموسم    | مشاركات | أهداف  | مشاركات | أهداف | مشاركات          | أهداف            | مشاركات     | أهداف       | مشاركات  | أهداف    |
| ---------- | --------- | ------- | ------ | ------- | ----- | ---------------- | ---------------- | ----------- | ----------- | -------- | -------- |
| القناة     | 2012–2013 |         |        | 2       | 0     | —                | —                | —           | —           | 2        | 0        |
| القناة     | 2013–2014 | 18      | 1      | 2       | 0     | —                | —                | —           | —           | 20       | 1        |
| القناة     | الإجمالي  | 18      | 1      | 4       | 0     | —                | —                | —           | —           | 22       | 1        |
| الإسماعيلي | 2014–2015 | 23      | 0      | 1       | 0     | —                | —                | 2[2]        | 0           | 26       | 0        |
| الإسماعيلي | 2015–2016 | 18      | 0      | 3       | 0     | —                | —                | —           | —           | 21       | 0        |
| الإسماعيلي | 2016–2017 | 21      | 0      | 0       | 0     | —                | —                | —           | —           | 21       | 0        |
| الإسماعيلي | 2017–2018 | 27      | 0      | 4       | 1     | —                | —                | —           | —           | 31       | 1        |
| الإسماعيلي | الإجمالي  | 89      | 0      | 8       | 1     | —                | —                | 2           | 0           | 99       | 1        |

## روابط خارجية
- بهاء مجدي على موقع قاعدة بيانات كرة القدم.إي يو (الإنجليزية)
- بهاء مجدي على موقع Soccerway.com (الإنجليزية)